# Ali ibn Umar
ʿAlī II ibn ʿUmar (in arabo علي بن عمر‎? ; in berbero ⵄⵍⵉ ⵓ ⵄⵓⵎⴰⵕ; ... – 883) fu il settimo sultano della dinastia degli Idrisidi, regnò sul Maghreb al-Aqsa (l'attuale Marocco) dall'874, anno della morte del cugino Yaḥyā II, all'883, anno della sua morte.

## Biografia
Prima di salire sul trono idriside fu governatore della regione del Rif. 
Quando il sultano Yaḥyā II morì nel 874, ʿAbd al-Raḥmān al-Sahl ibn Abī Jujamī, un notabile della città di Fez, riuscì a prendere il potere approfittando del malcontento generale. La vedova di Yaḥyā, figlia del cugino ʿAlī ibn ʿUmar, fece appello al padre, che arrivò in città facendosi proclamare sultano. 
Durante il suo regno scoppiò una ribellione kharigita sufrita nelle montagne a sud di Fez. Il capo della ribellione, di nome ʿAbd al-Razzāq, venne seguito da molti berberi. Dopo varie battaglie ʿAlī II venne sconfitto definitivamente nell'883 e dovette lasciare Fez, trovando rifugio tra la tribù Awraba, presso la quale morì nello stesso anno. ʿAbd al-Razzāq arrivò a Fez, riuscendo a sottomettere il quartiere degli andalusi, ma gli abitanti del quartiere al-Qarawiyyin resistettero e chiamarono in loro soccorso il governatore di Tangeri Yaḥyā ibn al-Qāsim, un nipote di Idrīs II. Yaḥyā giunse a Fez costringendo ʿAbd al-Razzāq alla fuga e salendo sul trono idriside. 